# Samen Verder (Beesel)
Samen Verder is een progressieve politieke vereniging in de gemeente Beesel die is opgericht in maart 2017.
Leden van D66, GroenLinks, PvdA en niet partij gebonden leden hebben zich verenigd in een lokale politieke partij.
Samen Verder Beesel hecht er grote waarde aan om transparantie van bestuur en middelen te waarborgen, de burger voortdurend te betrekken bij besluitvorming. Een duurzame/circulaire maatschappij, goede betaalbare zorg, goed wonen voor alle leeftijden. Starters verdienen volgens Samen Verder Beesel extra aandacht op de woningmarkt. 

## Gemeenteraadsverkiezingen 2018-2022
Bij de gemeenteraadsverkiezingen van 2018 behaalde Samen Verder 2 zetels. Samen Verder is in de periode 2018-2022 de enige oppositiepartij in de Beeselse gemeenteraadTijdens de laatste verkiezingen (2022) boekte Bij Bij de gemeenteraadsverkiezingen van 2022 boekte Samen Verder Beesel een flinke winst. De fractie bestaat nu uit 3 leden. 

## Raadsleden
- Michele Urru
- Rian Janssen (fractieleider)
- Geerthe Stevens